# Леферм (линейный корабль, 1699)
Леферм (фр. Le Ferme) — линейный корабль начала XVIII века, последовательно входивший в состав флотов Франции, Англии и России.

## История строительства
Название корабля (Le Ferme) с французского языка переводится как «Твёрдый». В списках кораблей французского флота, построенных до 1700 года включительно известны только 3 корабля под именем Le Ferme. Первый, 58-пушечный, был построен в Бресте в 1661 году (до 1671 года носил название «Royal»), в 1676 году признан негодным. Второй корабль, построенный в 1671 году как «Alsace» на верфи в Рошфоре и с 1678 года носивший название Le Ferme, был в 1700 году расформирован и разобран. Новый, третий по счёту корабль с именем Le Ferme («Леферм»), строился для замены последнего корабля, вышедшего из состава французского флота и был заложен и спущен в 1699 году.

## История службы

### Служба во французском и английском флотах
12 октября 1702 года в составе эскадры франко-испанского флота под началом адмирала маркиза де Шаторено, как 72-пушечный линейный корабль участвовал в битве в бухте Виго против английской эскадры, вдвое превосходившей французскую эскадру по численности (26 против 18) и по числу орудий. Был захвачен англичанами в ходе сражения 14 октября 1702 года и был подготовлен к дальнейшей службе капитаном Сальмоном Моррисом (англ. Salmon Morris) и под своим прежним названием (Ferme) вступил в состав Английского Королевского флота.
13 августа 1704 года в составе флота адмирала Джорджа Рука и в составе дивизии из 10 боевых (в том числе 8 линейных) кораблей Джорджа Бинга, замыкающей английскую линию баталии, «Леферм» участвовал в сражении при Малаге. Корабль, имея на вооружении 70 пушек, возглавлял английский арьергард. Кораблём командовал барон Уилд. В ходе сражения 25 человек из команды корабля было убито, а 48 — ранено.
После завершения Войны за испанское наследство корабль был продан.

### Служба в Российском Императорском флоте
Корабль «Леферм» был куплен Ф. С. Салтыковым 12 (23) ноября 1713 года в Англии и под тем же именем вошёл в состав Балтийского флота России. 9 (20) июня 1714 года корабль пришёл в Ревель.
Принимал участие в Северной войне. В 1714, 1715, 1717 и 1718 годах в составе эскадр выходил в крейсерские плавания в Финский залив, в 1716 году находился на Кронштадтском рейде. С 1719 по 1723 год подвергся тимберовке заменой всей обшивки в Санкт-Петербурге. В 1725 году в составе эскадры генерал-адмирала графа Ф. М. Апраксина совершал плавания в Финском . В 1729, 1732 и 1733 годах в составе эскадр также находился в практических плаваниях в Финском заливе. В 1723, 1726 и 1728 годах корабль стоял на Кронштадтском рейде и на нём шло обучение экипажа.
Принимал участие в действиях флота 1734 года под Данцигом. 14 (25) мая года вышел из Кронштадта в составе эскадры вице-адмирала Н. А. Синявина, 26 мая (6 июня) прибыл к Пиллау, после чего вместе с флотом ушёл к Данцигу. 2 (13) июня корабль вернулся в Кронштадт.
В 1737 году корабль «Леферм» был выведен из состава флота и разобран.

## Командиры корабля
Командирами корабля «Леферм» в Балтийском флоте России в разное время служили:
- П. И. Сиверс (1714—1715 годы);
- Г. Вессель (1717—1718 годы);
- Д. Вильстер (1724—1725 годы);
- капитан 1-го ранга Н. П. Вильбоа (1725 год)[комм. 1][8];
- капитан-лейтенант А. Абельсен (1725 год)[6];
- Д. Лоренц (1726 и 1728 годы);
- В. Фангент (1729 год);
- П. Бене (1732 год);
- Я. Дюсен (1733 год);
- Я. С. Барш (1734 год).